# Exposição Internacional de 1993
Expo 93 foi uma feira mundial que durou 3 meses em 1993, na cidade sul-coreana de Daejeon, na época chamada Taejŏn.

## Tema
O tema da exposição foi "The Challenge of a New Road of Development" (O desafio de uma nova estrada para o desenvolvimento) com vários outros sub-temas como desenvolvimento sustentável. A exposição foi endossada pelo Bureau Internacional de Exposições e comemorou o centenário da primeira representação da Coreia, na época Reino Hermita em uma exposição mundial, a Exposição Universal de 1893, em Chicago.

## Local da exposição
A exposição consistia de três localidades - a área internacional, a zona corporativa e a zona de parque de diversões.
Sendo uma exposição especializada, os pavilhões na zona internacional eram, em sua grande maioria, alugados para os participantes internacionais. Cento e oitenta países participaram, transformando-a em uma das maiores feiras mundiais de todas. Entre os pavilhões mais memoráveis temos o sul-coreano e o dos Estados Unidos.
A zona corporativa representou o melhor da indústria sul-coreana com arquitetura e conteúdos espetaculares, sendo que muitos dos pavilhões estavam envolvidos por áreas verdes. Os mais famosos foram os da Samsung, Daewoo com a apresentação do IMAX, Korean Air Lines
Também teve o parque Kumdori Land, que recebeu o nome do mascote da feira Kumdori (O Mundo Mágico de Pingo), que também foi o nome de uma montanha-russa famosa no parque.

## Torre temática
No centro da exposição podia-se ver uma torre de 93 metros de altura chamada de "Hanbit-tap" (Torre da Grande Luz), que foi projetada seguindo o conceito de um observatório sul-coreano clássico, onde os visitantes poderiam ver a Expo toda. Hoje, neste nível, a torre abriga um café.
A Expo 93 foi considerada um sucesso, co algumas das maiores maravilhas tecnológicas de todas as feiras mundiais.

## Legado
No local onde foi realizada a Expo encontra-se o Parque Científico Expo, onde pode-se visitar a Torre Hanbit, algumas montanhas-russas e alguns pavilhões que ainda se mantiveram por lá como o das Nações Unidas, e que hoje é um museu da Expo.
No site oficial -  http://www.expo93.co.kr/ pode-se encontrar vários livros digitais bem como solicitar impressões da Expo, inclusive o manual oficial, porém a maioria do conteúdo é em coreano.